# Gare de Rabat-Agdal
La gare de Rabat-Agdal (arabe : محطة الرباط أكدال) est une gare ferroviaire située dans le quartier de l'Agdal, à Rabat, capitale du Maroc. Elle a été rénovée une première fois en 2004, avant de connaître un important réaménagement dans les années 2010 pour accueillir le service à grande vitesse Al Boraq.

## Histoire
La gare a été initialement construite en 1925[réf. souhaitée].
Elle a fait l'objet d'une reconstruction, pour accueillir le service Al Boraq en 2018.

## Service des voyageurs

### Desserte
La gare est notamment desservie par le service à grande vitesse Al Boraq.

### Intermodalité
La gare est desservie par des autobus du réseau ALSA-City Bus :
- du côté de l'avenue Haj Ahmed Cherkaoui, par les lignes 30 (Trambus) et 35 ;
- du côté de l'avenue Hassan II, par les lignes 31, 32, 33, 34, 34B, 36, 38, 101 et 106.

En outre, un bus de la même compagnie propose le trajet entre cette gare et l'aéroport de Rabat-Salé.